# ویلی مرکل

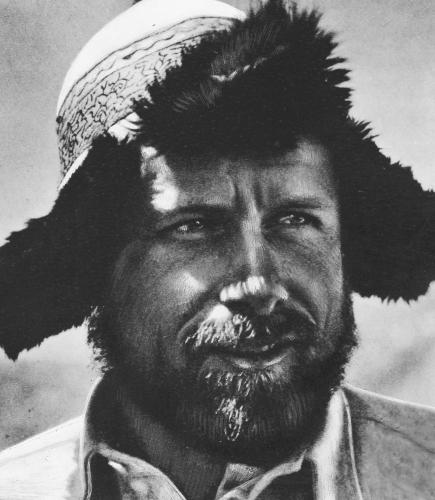
ویلی مرکل، ۱۹۳۴

ویلی مرکل (۶ اکتبر ۱۹۰۰–۱۵/۱۷ ژوئیه ۱۹۳۴) کوهنورد آلمانی بود که بیشتر به دلیل تلاش برای هدایت یک تیم آلمانی - آمریکایی در نانگا پاربات (کوه برهنه) در هیمالیا در سال ۱۹۳۲ مشهور است.
تیم او برای برای صعودهای سبک آلپین و کوه‌های اروپایی شناخته شده بود و تجربه بسیاری هم در این زمینه داشت، اما آنها برای صعود و فتح هیمالیا آماده نبودند. تیم علی‌رغم اینکه مجبور به بازگشت شد اما پیشرفت بسیار خوبی داشت و راهی را از قله راخیوت و پشته اصلی پیدا کرد. در سال ۱۹۳۴ او یک صعود دیگر را به سمت همان کوه که پیشتر کشنده بودن خود را ثابت کرده بود انجام داد. اگرچه این سفر و این صعود توسط ارتش نازی آلمان از نظر مالی تأمین بهتری داشت (در آن برهه ارتش آلمان به‌صورت نمادین در حال تسخیر هر قله برای نمایش قدرت خود بود) ولی جلوی کوهنوردان را گرفت. در تاریخ ۶ ژوئیه، تیم در نقطه خوبی برای تلاش در امتداد آخرین مرحله صعود قرار داشت.
اگر کوهنوردان همان موقع حرکت می‌کردند، احتمالاً برخی از آنها می‌توانستند در مسیر صعود به سمت قله باشند. با این حال، مرکل می‌خواست که کل تیم به‌طور هم‌زمان برسند، بنابراین با فرض اینکه همه چیز خوب پیش خواهد رفت یک روز منتظر استراحت گروه ماندند. در عوض، روز بعد شاهد طوفان برفی و کولاک بود که به مدت نه روز ادامه داشت. در خلال این طوفان، مرکل، دو نفر دیگر از اعضای تیم و شش شرپا کشته شدند. از ظواهر امر چنان پیداست که مرگ آنها کند و بسیار دشوار و ناشی از قرار گرفتن طولانی مدت در معرض سرما و گرسنگی بوده‌است. جسد یخ زده مرکل و شرپا گایلی در سال ۱۹۳۸ پس از آنکه یک هیئت آلمانی دیگر در غار برفی که در آن پناه گرفته بودند، برخورد کرد، پیدا شد.